# Gruppo TIM
Gruppo TIM, cuyo nombre legal es TIM S.p.A., es la mayor compañía de telecomunicaciones de Italia. Fue fundada en 1994 como Telecom Italia S.p.A. después de la unión de diversas compañías públicas de telecomunicaciones; el más importante de aquellas era la Società Italiana per l'Esercizio Telefonico p.A. (SIP), el operador telefónico que tenía el monopolio en Italia.
La compañía explota servicios de telefonía fija, telefonía móvil, internet y televisión en Italia y Brasil bajo la marca TIM. TIM Perú fue vendido a América Móvil y es actualmente conocido como Claro. Digitel TIM de Venezuela fue vendido y es actualmente conocido como Digitel, y Entel —antes de propiedad de TIM— fue nacionalizado a favor del Estado boliviano en el año 2006. TIM Grecia, el operador griego de Telecom Italia, conocido previamente como STET Grecia, fue vendido en 2005 a Apax Partners y a Texas Pacific Group, pero todavía está utilizando la marca de fábrica de TIM.

## Operaciones
- TIM
- TIM San Marino
- TIM Brasil